# Lekanesphaera rugicauda
Lekanesphaera rugicauda là một loài chân đều trong họ Sphaeromatidae. Loài này được Leach miêu tả khoa học năm 1814.

## Hình ảnh

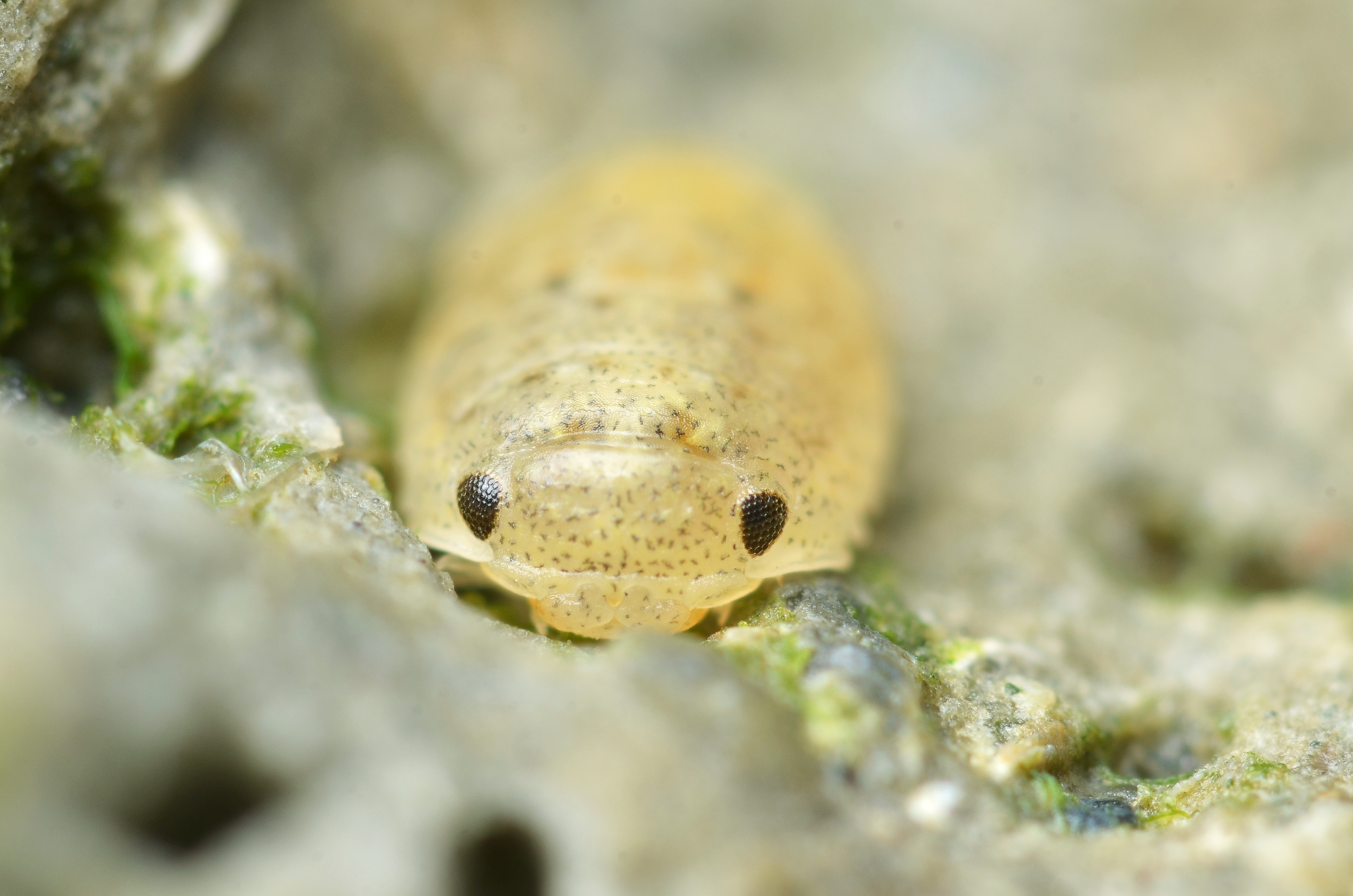